# Антонс Ріхард Йоганович
Ріхард Йоганович Антонс (11 лютого 1899, село Пукка мизи (волості) Ууе-Антсла повіту Вирумаа Ліфляндської губернії, тепер Естонія — 10 травня 1966, Московська область, тепер Російська Федерація) — радянський естонський діяч, вчений-економіст, директор інституту економіки Академії наук Естонської РСР. Кандидат економічних наук (1949), член-кореспондент (з 1951), академік Академії наук Естонської РСР (з 1961). Депутат Верховної Ради СРСР 3-го скликання.

## Життєпис
Народився в родині сільського робітника. З десятирічного віку працював пастухом, наймитував у заможних селян.
У 1916 році переїхав до Костромської губернії, де до 1917 року працював на масло-сироварному заводі. З 1917 по 1923 рік працював майстром на декількох маслозаводах Алтайської губернії, був на комсомольській роботі в Барнаулі.
Член РКП(б) з 1920 року.
У 1923 році навчався на курсах партійних інструкторів при Комуністичному університеті національних меншин Заходу імені Мархлевського. Після закінчення курсів продовжив навчання на робітничому факультеті.
У 1926—1930 роках — студент Державного педагогічного інституту імені Герцена. Одночасно керував політгуртками на фабриках Ленінграда.
З 1930 по 1934 рік навчався в аспірантурі Інституту червоної професури у Ленінграді.
У 1934—1939 роках — викладач та завідувач кафедри політичної економії Іжевського державного інституту.
У 1939—1941 роках — викладач основ марксизму-ленінізму Ростовського державного педагогічного інституту.
У 1941 році — викладач кафедри основ марксизму-ленінізму Тартуського державного університету Естонської РСР.
З 1941 по 1945 рік служив у естонських національних частинах Червоної армії, учасник німецько-радянської війни.
З 1945 року — завідувач відділу шкіл ЦК КП(б) Естонії.
Потім навчався на курсах підвищення кваліфікації викладачів політекономії при Вищій партійній школі при ЦК ВКП(б).
Після закінчення курсів працював завідувачем кафедри політекономії Тартуського державного університету Естонської РСР.
У вересні 1949—1951 роках — проректор із навчальної частини Тартуського державного університету Естонської РСР. Одночасно завідував кафедрою політекономії.
У 1951—1954 роках — ректор Естонської сільськогосподарської академії.
У 1954—1966 роках — директор інституту економіки Академії наук Естонської РСР.
Займався проблемами аграрних відносин та питаннями відтворення у сільському господарстві. Автор близько 30 науково-дослідних робіт. Під його керівництвом було завершено велике дослідження про наукові засади розвитку народного господарства Естонської РСР.
Помер 10 травня 1966 року в Підмосков'ї. Похований на Лісовому цвинтарі Таллінна.

## Нагороди
- орден Трудового Червоного Прапора (1950)
- орден Червоної Зірки (1944)
- медаль «За перемогу над Німеччиною у Великій Вітчизняній війні 1941—1945 рр.» (1945)
- медаль «За доблесну працю у Великій Вітчизняній війні 1941—1945 рр.» (1945)
- медалі